# Cadillac Serie 60
La Serie 60 è un'autovettura prodotta dalla Cadillac dal 1936 al 1938.

## Il contesto
Il modello rappresentò il debutto della Cadillac sul mercato delle auto di prezzo medio. La Serie 60 fu sostituita dalla Serie 61 nel 1939, ma una vettura che derivò da essa, la Sixty Special, rimase in produzione fino al 1993.
La Serie 60 nacque da un'idea di Nicholas Dreystadt, manager della Cadillac. Debuttando nel 1936, riempì il gap tra le LaSalle e la Cadillac Serie 70. Inizialmente la Serie 60 era montata su un telaio di passo 3.073 mm, e condivideva il pianale B della General Motors con alcuni modelli LaSalle, Buick e Oldsmobile (infatti il marchio Cadillac, come le case automobilistiche menzionate, faceva parte del gruppo General Motors). Nel 1937 e nel 1938 il passo venne allungato a 3.150 mm.
La Serie 60 diventò immediatamente il modello più venduto dalla Cadillac. Nel primo anno di commercializzazione rappresentò la metà degli esemplari venduti dalla casa automobilistica di Detroit.

## Caratteristiche
Il modello faceva parte della categoria delle vetture di lusso full-size. Venne offerto con quattro tipi di carrozzeria: coupé due porte, cabriolet due e quattro porte e berlina quattro porte.
L'aspetto esteriore, disegnato da Harley Earl, era contraddistinto da un'alta e piccola calandra e da un parabrezza in due pezzi ad angolo. La carrozzeria era caratterizzata dalla presenza di un tetto "Turret Top" in un sol pezzo della Fisher Body.
Erano presenti dei freni a doppia servoassistenza della Bendix e delle sospensioni indipendenti "Knee-Action", che vennero introdotte dalla Cadillac nel 1934, e che rappresentavano una novità per le auto di prezzo medio.
Sotto il cofano era offerto un motore V8 Cadillac da 5,3 L di cilindrata che erogava una potenza di 125 CV, quindi solo 10 CV in meno degli altri motori Cadillac più grandi. In seguito la cilindrata fu aumentata a 5,7 L. Questo nuovo motore produceva 135 CV, quindi di più di tutti i V8 Cadillac precedenti. Il propulsore era montato anteriormente, mentre la trazione era posteriore.